# Miklušovce
Miklušovce (em húngaro: Miklósvágása) é um município da Eslováquia, situado no distrito de Prešov, na região de Prešov. Tem 7,22 km² de área e sua população em 2018 foi estimada em 305 habitantes.

## Demografia
| Ano:        | 1994 | 2004   | 2014 | 2024    |
| ----------- | ---- | ------ | ---- | ------- |
| Broj ljudi: | 331  | 340    | 323  | 289     |
| Razlika:    |      | +2,71% | -5%  | -10,52% |

| Ano:               | 2023 | 2024   |
| ------------------ | ---- | ------ |
| Número de pessoas: | 287  | 289    |
| Diferença:         |      | +0,69% |